# マリュス・スタンケヴィチュス
マリュス・スタンケヴィチュス（Marius Stankevičius, 1981年7月15日 - ）は、リトアニア・カウナス出身の元同国代表サッカー選手、サッカー指導者。現役時代のポジションはDF。

## 経歴
リトアニアのFKエクラナス・パネヴェジースからプロデビューし、2001年にイタリアのブレシア・カルチョに移籍した。ASコゼンツァ・カルチョへのレンタル移籍を挟みながら7シーズンの間ブレシアに在籍し、セリエAで56試合、セリエBで101試合に出場している。
2008年7月3日、クリスティアン・マッジョやクリスティアン・ゼノーニの代役を探していたUCサンプドリアに移籍した。移籍金は公表されていない。2008-09シーズンのコッパ・イタリアでは決勝に進出したが、後に所属することになるSSラツィオに敗れている。
2009-10シーズンはレンタルで加入したルチアーノ・ザウリに定位置を奪われるようになり、2010年1月7日にスペインのセビージャFCにレンタル移籍した。セビージャは同月にセルヒオ・サンチェスが心臓疾患で倒れ、彼の代役を急いで探していた。8月31日にはバレンシアCFにレンタル移籍した。
2011年7月11日、所属元のサンプドリアがセリエBに降格したことに伴ってSSラツィオに完全移籍した。2013年夏にはチームの構想外となり放出が予想されていたが、9月7日にガズィアンテプスポルへの移籍が発表された。
2014年8月11日、ハノーファー96に1年契約で移籍した。戦線離脱したアンドレ・ホフマンの代役と目されていたが、自身も負傷に悩まされブンデスリーガ2試合の出場に留まった。
2015年8月24日、コルドバCFに移籍。
2016年8月9日にレガ・プロのSSローブル・シエーナと2年契約を交わし、再びイタリアでプレーすることとなった。
2017年7月17日、セリエDへ昇格したACクレーマ1908SSDへの加入に合意したことが発表された。現役引退後の2018年11月17日、クレーマの監督に就任した。

## 代表歴
2011年3月29日、EURO2012予選・スペイン戦では25メートルの距離からボレーシュートを決めた。

## 特徴
本職は右サイドバックだが、センターバックもこなせる。時にはセンターハーフや右サイドハーフ、トップ下などでプレーすることもある。

## 個人成績

### 代表での得点
| #  | 日時           | 場所             | 相手                     | スコア | 最終結果 | 大会                                    |
| -- | -------------- | ---------------- | ------------------------ | ------ | -------- | --------------------------------------- |
| 1. | 2005年3月30日  | サラエヴォ       | ボスニア・ヘルツェゴビナ | 1-1    | 1-1      | 2006 FIFAワールドカップ・ヨーロッパ予選 |
| 2. | 2008年9月6日   | クルジュ＝ナポカ | ルーマニア               | 1-0    | 3-0      | 2010 FIFAワールドカップ・ヨーロッパ予選 |
| 3. | 2009年10月10日 | インスブルック   | オーストリア             | 11     | 1-2      | 2010 FIFAワールドカップ・ヨーロッパ予選 |
| 4. | 2009年10月14日 | マリヤンポレ     | セルビア                 | 2-1    | 2-1      | 2010 FIFAワールドカップ・ヨーロッパ予選 |
| 5. | 2011年3月29日  | カウナス         | スペイン                 | 1-1    | 1-3      | UEFA EURO 2012予選                      |

## タイトル

### クラブ
エクラナス
- リトアニア・カップ : 1998, 2000
- リトアニア・スーパーカップ : 2000

セビージャ
- コパ・デル・レイ : 2009-10

ラツィオ
- コッパ・イタリア : 2012-13

### 個人
- リトアニア年間最優秀サッカー選手賞 : 2008, 2009